# Marco Emílio Bárbula
Marco Emílio Bárbula (em latim: Marcus Aemilius Barbula) foi um político da gente Emília da República Romana eleito cônsul em 230 a.C. com Marco Júnio Pera. Era filho de Lúcio Emílio Bárbula, cônsul em 281 a.C..

## Consulado (230 a.C.)
Foi eleito cônsul em 230 a.C. com Marco Júnio Pera. Os dois conduziram a guerra contra os ligúrios. Segundo Zonaras, os cartagineses estavam dispostos a iniciar uma nova guerra contra os romanos quando souberam desta campanha, mas foram dissuadidos quando estes invadiram em massa o "seu" território e foram recebidos como amigos e aliados. Trata-se, obviamente, de um erro grosseiro e, muito provavelmente, Zonaras queria referir-se aos gauleses e não aos cartagineses, pois, como conta Plutarco, naquele ano os gauleses já estavam prestes a iniciar uma guerra por causa da aprovação da Lex Flaminia, que redistribuiu entre os romanos as terras gauleses à volta de Arímino (moderna Rimini).
Neste mesmo ano, o embaixador romano enviado ao Reino da Ilíria, Lúcio Coruncânio, foi assassinado por ordem da rainha Teuta, o que deu início à Primeira Guerra Ilírica.